# Tołoczyn
Tołoczyn (biał. Талачы́н, Tałaczyn) – miasto na Białorusi, w obwodzie witebskim, centrum administracyjne rejonu tołoczyńskiego; 10,2 tys. mieszkańców (2010).
Znajduje tu się stacja kolejowa Tołoczyn, położona na linii Moskwa – Mińsk – Brześć.

## Historia
Miasto magnackie położone było w końcu XVIII wieku w powiecie orszańskim województwa witebskiego.
Podczas okupacji hitlerowskiej, we wrześniu 1941 roku Niemcy utworzyli getto dla żydowskich mieszkańców. Przebywało w nim około 2000 osób. 13 marca 1942 roku Niemcy zlikwidowali getto, a Żydów zamordowali w kołchozie Rekonstruktor. Sprawcami zbrodni było Einsatzkommando 8. 

## Herb
Herb Tołoczyna został ustanowiony 20 stycznia 2006 roku rozporządzeniem prezydenta Białorusi nr 36.

## Zabytki
- Cerkiew Opieki Matki Bożej i klasztor bazylianów, późnobarokowy, ufundowany w 1769 r. przez Sanguszków - wybudowane w miejsce dawniejszej świątyni i klasztoru założonego w 1604 r. przez Lwa Sapiehę. Klasztor zlikwidowany w XIX w., cerkiew pozostawała czynna jako prawosławna. Od 2004 w zabudowaniach znajduje się klasztor prawosławny[5].

## Galeria

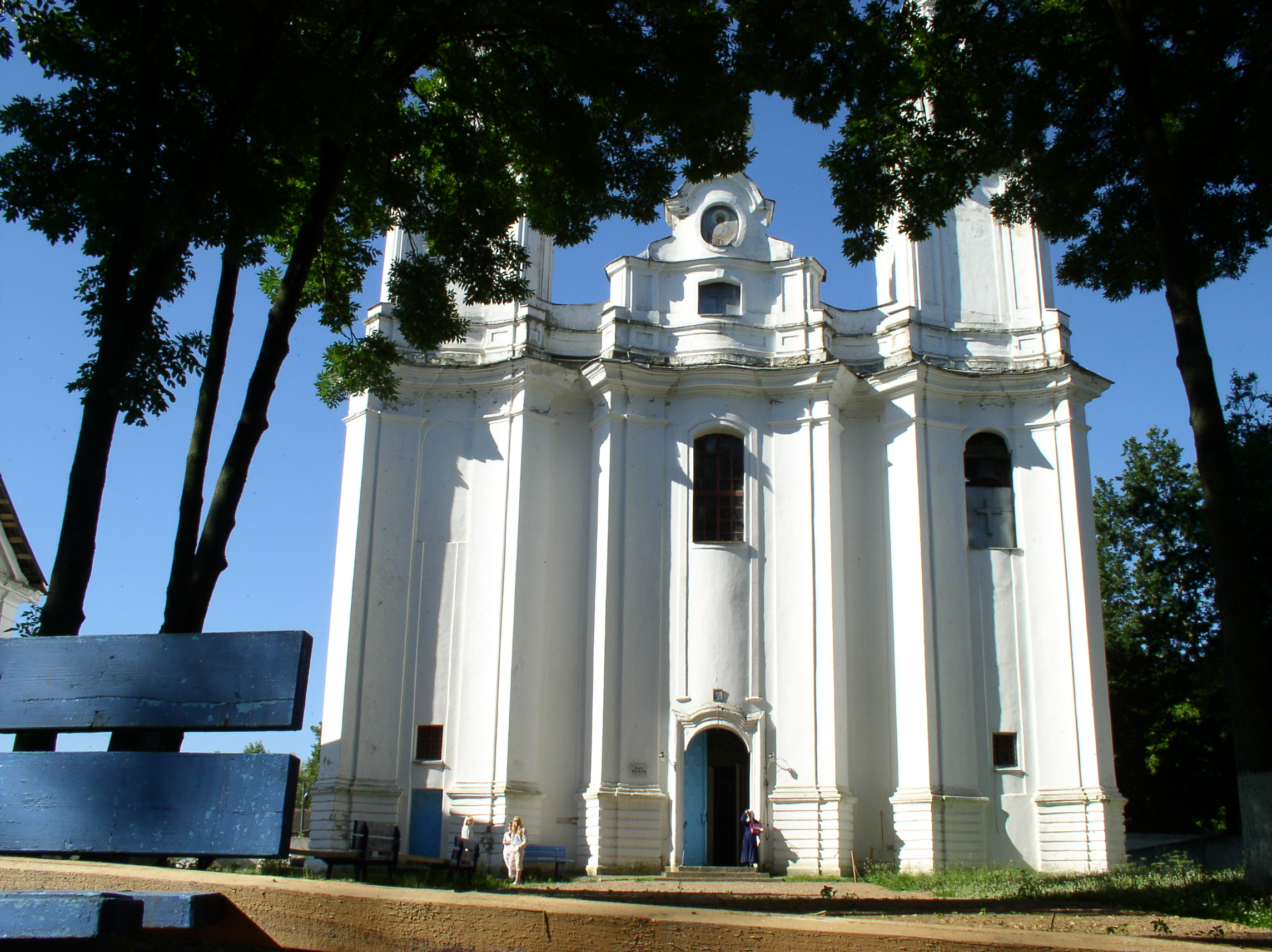
Cerkiew pobazyliańska, obecnie prawosławna
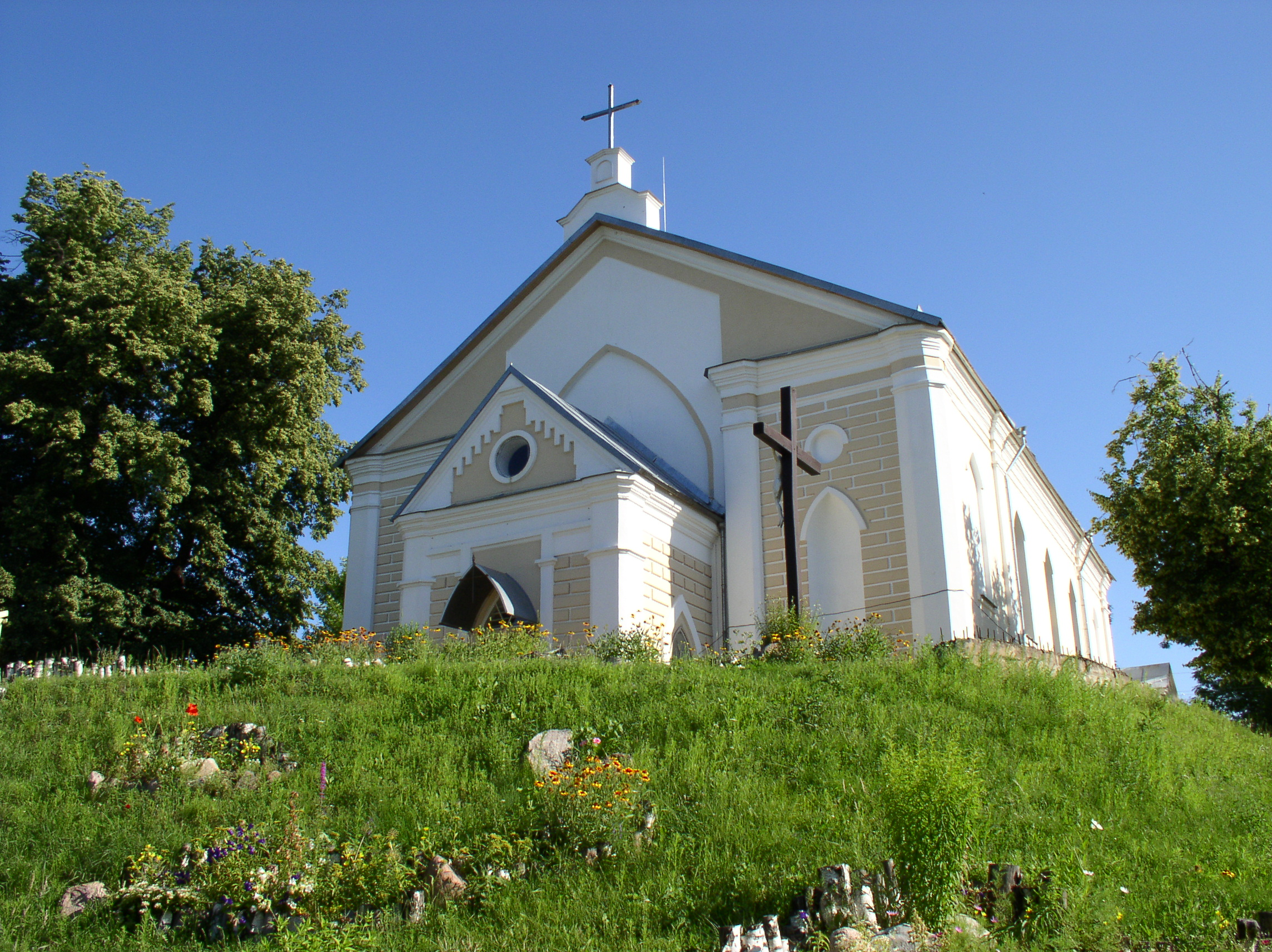
Kościół św. Antoniego